# 八木直彦
八木 直彦（やぎ なおひこ、1924年9月25日 - 2020年10月16日）は、日本の経営者。日本製鋼所社長を務めた。広島県広島市出身。

## 経歴・人物
1947年に東京帝国大学工学部機械工学科を卒業し、同年に日本製鋼所に入社。1977年に取締役に就任し、1979年に常務、1981年に専務を経て、1985年に社長に就任。1995年に相談役に就任。
1998年に勲二等旭日重光章を受章した。
2020年10月16日脳出血のために死去。96歳没。